# Yucca madrensis
Yucca madrensis (Trivialnamen in anderen Sprachen: Sierra Madre Yucca, Soco Yucca) ist eine Pflanzenart der Gattung der Palmlilien (Yucca) in der Familie der Spargelgewächse (Asparagaceae). Diese Art ist eine der seltensten der Gattung.

## Beschreibung
Yucca madrensis wächst solitär und bildet einen kurzen Stamm von 0,5 bis 0,8 Meter Höhe. Die variablen, grünen, blaugrauen Laubblätter sind 50 bis 80 cm lang und 2 bis 3 cm breit.
Der in den Blättern beginnende, verzweigte, kurze Blütenstand wird 0,5 bis 1 Meter groß.

## Verbreitung
Yucca madrensis ist in Sierra Madre Occidental in Mexiko, im Staat Chihuahua im Waldland an steinigen, steilen Hängen in Höhenlagen zwischen 1450 und 2250 Metern verbreitet. Diese Art wächst oft vergesellschaftet mit verschiedenen Kakteenarten.

## Systematik
Sie ist ein Vertreter der Sektion Yucca Serie Yucca, jedoch geographisch isoliert. Yucca madrensis ist verwandt mit Yucca schotti.
Basis ist H. S. Gentrys Type mit der Nummer 21209, 9. September 1965 (engl. lf. & old dried inflorescencce) Nummer 2557499. U. S.
Der botanische Name wurde nach der Sierra Madre in Mexiko, der Lokalität von Yucca madrensis ausgewählt.
Die Erstbeschreibung durch Howard Scott Gentry unter dem Namen Yucca madrensis ist 1972 veröffentlicht worden.

## Bilder

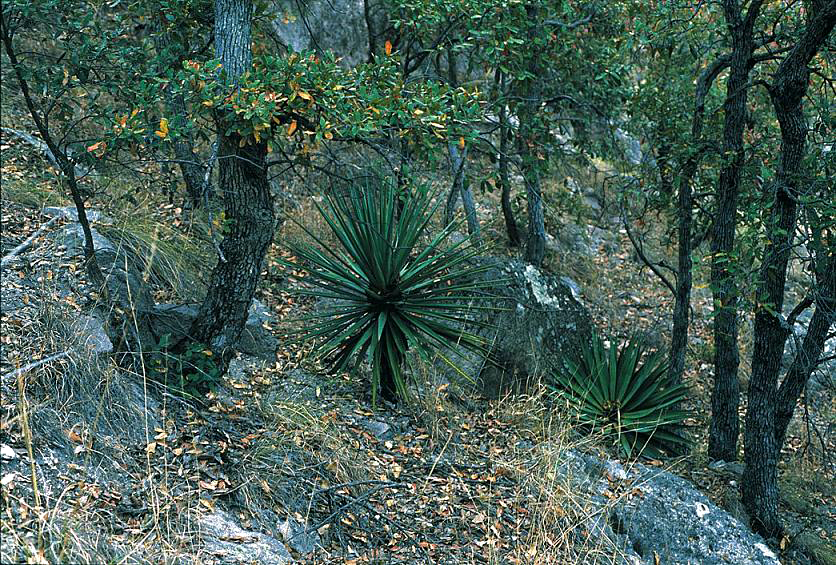
Yucca madrensis in Waldland in Mexiko
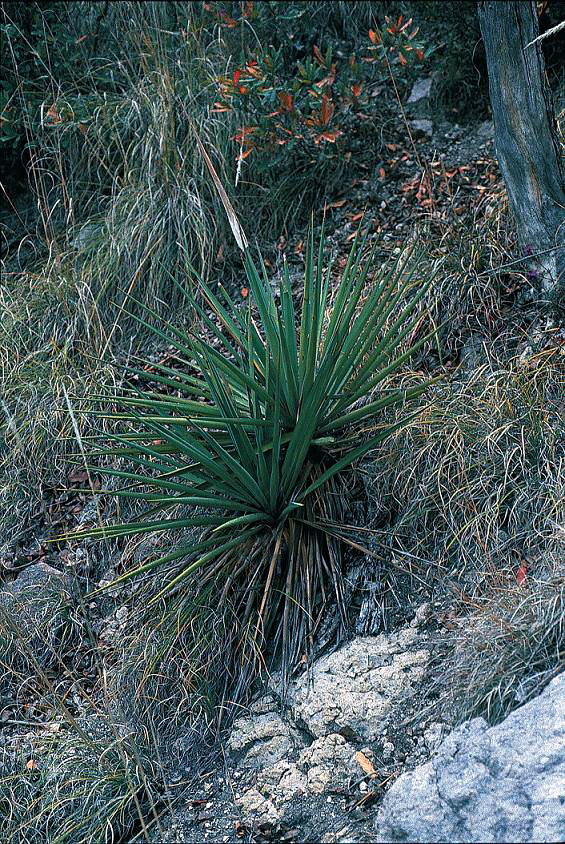
Yucca madrensis an steilem Hang in Mexiko